# Zagrebavenyn
Zagrebavenyn (kroatiska: Zagrebačka avenija) är en aveny i Zagreb i Kroatien. Den har sex körfält (tre i vardera riktning) och löper i öst-västlig riktning från Slavonienavenyn till Ljubljanaavenyn i Trešnjevka. Den är en av Zagrebs mer trafikerade trafikleder och var tidigare en del av Ljubljanaavenyn. I samband med breddning och utbyggnad fick denna del av avenyn år 2006 namnet Zagrebavenyn.

## Historik
Vad som senare skulle bli Zagrebavenyn kallades ursprungligen Ljubljanavägen. Den anlades åren 1949–1953 men har sedan dess byggts ut och breddats i omgångar. Den var ursprungligen en del av "broderskapet och enighetens väg" (sedermera A3), en motorväg som förband Ljubljana, Zagreb och Belgrad i det dåvarande Jugoslavien. Vägens anläggande innebar att den dåvarande kommunen Trešnjevka delades i två delar. I samband med den administrativa reformen år 1999 och skapandet av Zagrebs nya stadsdelar delades den forna kommunen i stadsdelarna Trešnjevka-norr och Trešnjevka-syd. Avenyn kom att utgöra "gränsen" mellan de två stadsdelarna.
Den dåvarande Ljubljanavägen hade fram till mitten av 1970-talet två körfält. Därefter breddades vissa sektioner som då fick fyra körfält. År 1990 fick vägen namnet Ljubljanaavenyn. År 2006 breddades en del av Ljubljanaavenyn ytterligare och den nya tillbyggda kallas sedan dess Zagrebavenyn.

### Fotnoter
1. 1 2 3 4 5 6  Mapiranjetresnjevke.com (kroatiska)
2. 1 2 3  Zagrebancija.com Arkiverad 4 mars 2016 hämtat från the Wayback Machine. (kroatiska)